# Seksteto lira
Seksteto lira (šp. sexteto-lira) je lira od šest stihova, tačnije metrička kombinacija u španskoj književnosti od šest stihova koju sačinjavaju sedmerci i jedanaesterci. Poznata je i kao lira sekstina (šp. lira sextina).. Prva četiri stiha se rimuju ukrštenom rimom a poslenja dva stiha parnom rimom. Koristio je Fraj Luis de Leon (šp. Fray Luis de León) prilikom prevoda Horacija. Šema rime je sledeća: 7a-11B-7a-11B-7c-11C.

## Primer
-{Suena tu blanda lira,

Aristo, de las Ninfas tan amada,

cuando Filis suspira,

y en la grata armonía embelesada

la tropa de pastores

escucha los suavísimos amores.}-
Hose Marčena

## Bibliografija
- Ružic, Žarko. Enciklopedijski rečnik versifikacije. Izdavačka knjižarnica Zorana Stojanovića, Novi Sad. 2008.